# Mimosa polycarpa

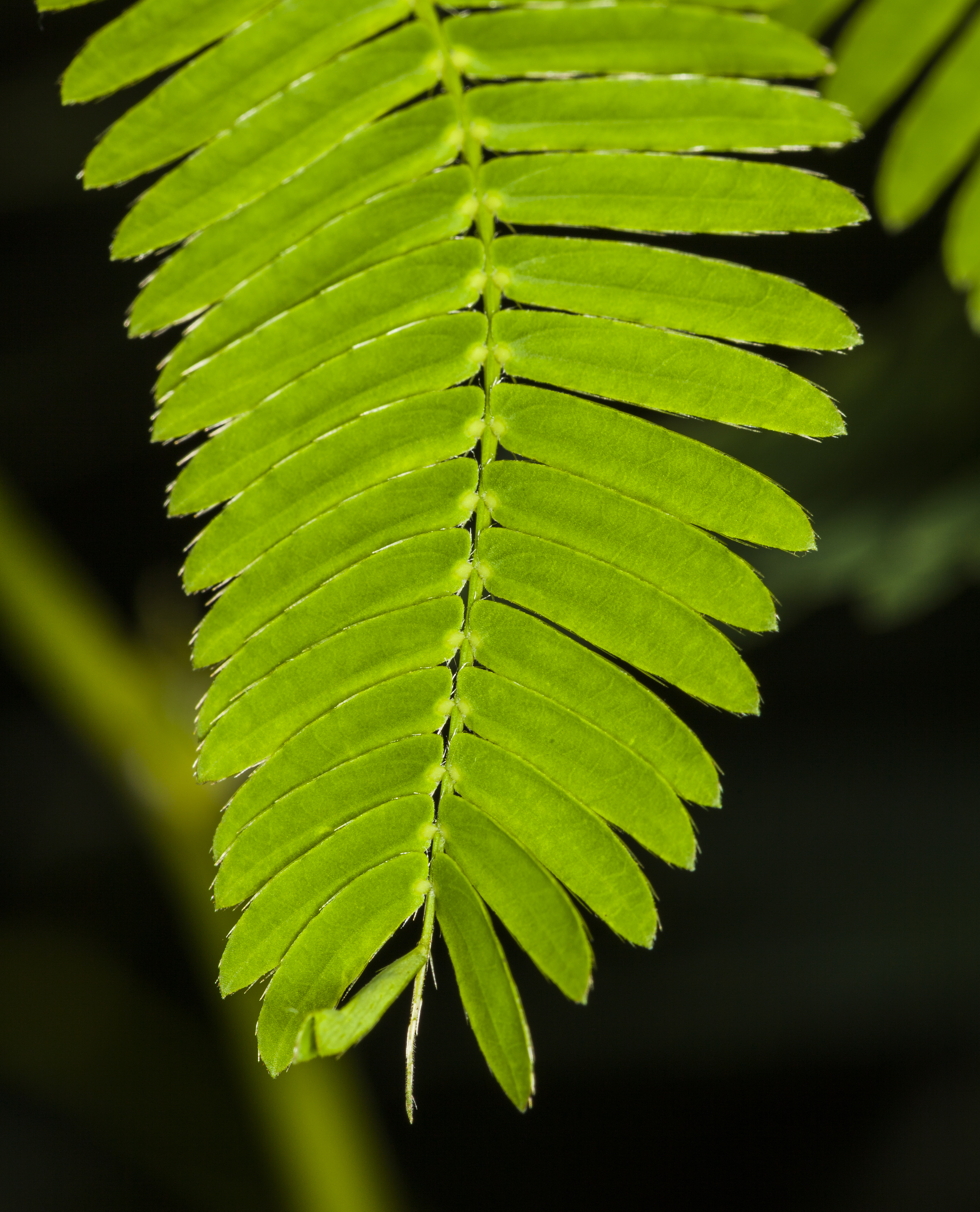
Detalle de la hoja.

El caicobé (Mimosa polycarpa) es una especie de arbusto americano de la familia de las fabáceas, de tallo espinoso, hojas pecioladas, flores rojas pequeñas, fruto en vainillas con varias simientes, cuyas hojas pecioladas se pliegan ante el tacto.

## Nombre común
Recibe el nombre de caicobé (del guaraní, kaikove).

## Distribución
Es originaria de Brasil donde se encuentra en  el Cerrado, distribuidas por Mato Grosso do Sul y São Paulo.

## Taxonomía
Mimosa polycarpa fue descrita por Carl Sigismund Kunth  y publicado en Mimoses 8–9, pl. 3. 1819.
Variedades
- Mimosa polycarpa var. spegazzinii Burkart

Sinonimia
- Mimosa polycarpa var. subglabrata Hoehne

var. spegazzinii Burkart
- Mimosa spegazzinii Pirotta	[7]